# Claudia Fährenkemper
Claudia Fährenkemper (nascida em 1959) é uma fotógrafa alemã. Fährenkemper nasceu em Castrop-Rauxel, Alemanha. Ela é conhecida pelo seu trabalho de fotografia de paisagem e microfotografia. Desde 2010 que desenvolve um projeto fotografando armaduras dos séculos XV a XVII.
O seu trabalho encontra-se incluído nas coleções da National Gallery of Canada e do Portland Art Museum.